# Bhaskar Sunkara
Bhaskar Sunkara, född 20 juni 1989 i White Plains i New York, är en amerikansk politisk skribent och författare. Han är grundare av och redaktör för tidskriften Jacobin och utgivare av Catalyst: A Journal of Theory and Strategy och Tribune. Han är före detta vice ordförande för Democratic Socialists of America och författare till boken Socialistiska manifestet: Radikal politik i en tid av extrem ojämlikhet.